# 1966 en Algérie
Chronologie de l’Algérie
- 1962
- 1963
- 1964
- 1965
- 1966
- 1967
- 1968
- 1969
- 1970

Cet article présente les faits marquants de l'année 1966 en Algérie ou relatifs à l'Algérie; datation selon le calendrier grégorien.

## Événements
- 26 janvier : création du Parti de l'avant-garde socialiste par Sadek Hadjerès.
- 5 juillet : transport des cendres de l’émir Abd El-Kader à Alger[1]

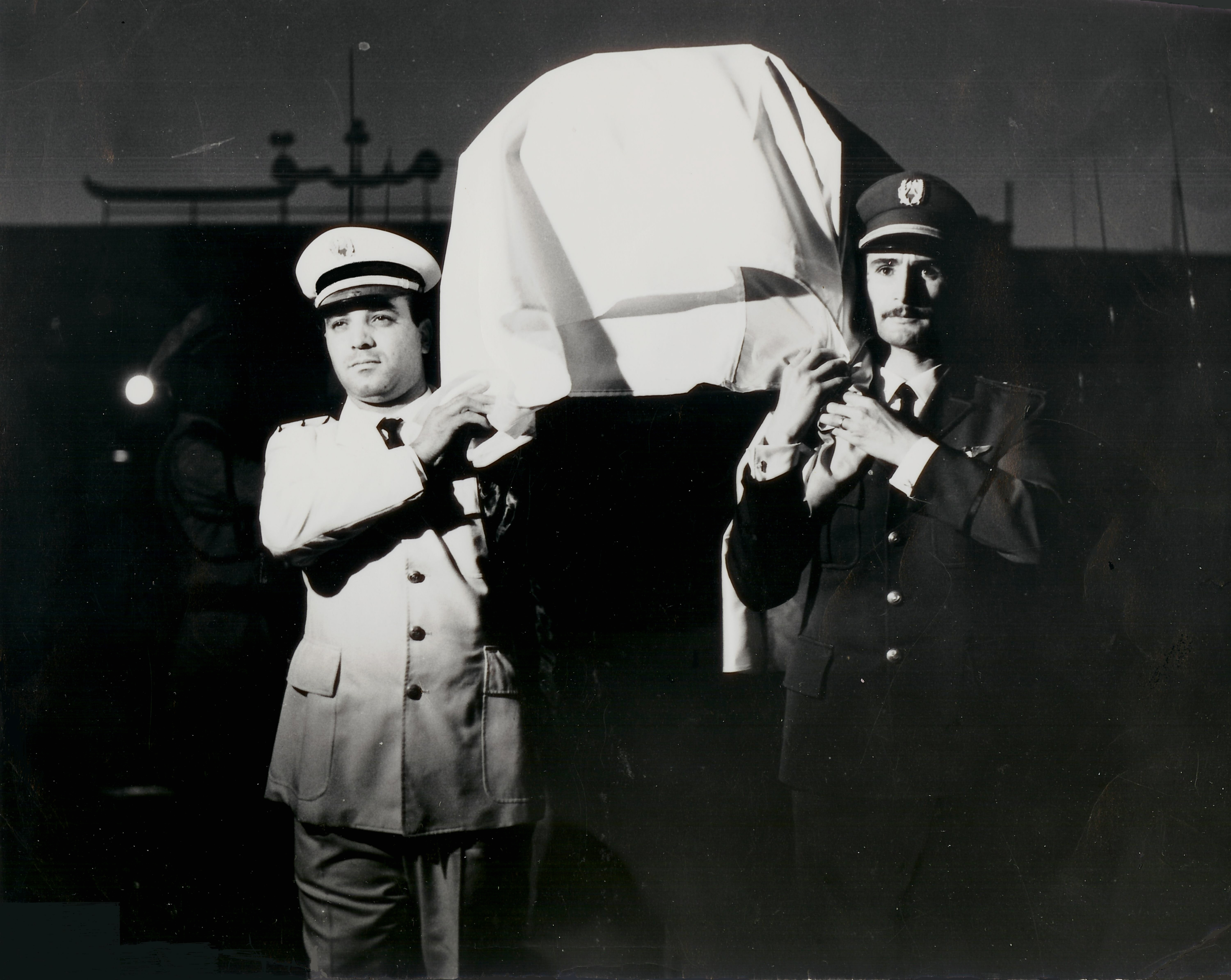
Transport des cendres de l’émir Abd El-Kader à Alger.

## Sports

### Football
- Équipe d'Algérie de football en 1966
- Championnat d'Algérie de football 1965-1966
- Championnat d'Algérie de football 1966-1967
- Championnat d'Algérie de football de deuxième division 1965-1966
- Championnat d'Algérie de football de deuxième division 1966-1967
- Championnat d'Algérie de football de troisième division 1966-1967
- Coupe d'Algérie de football 1965-1966
- Coupe d'Algérie de football 1966-1967
- Saison 1965-1966 de l'ASM Oran
- Saison 1966-1967 de l'ASM Oran
- Saison 1965-1966 de l'USM Alger
- Saison 1965-1966 de l'USM Blida
- Saison 1966-1967 de l'USM Blida
- Saison 1965-1966 du CR Belcourt
- Saison 1966-1967 du CR Belcourt
- Saison 1965-1966 de l'ES Sétif
- Saison 1966-1967 de l'ES Sétif

## Culture

### Cinéma
- La Bataille d'Alger (italien : La battaglia di Algeri, arabe : معركة الجزائر), film algéro-italien de Gillo Pontecorvo, sorti en 1966.
- Le Vent des Aurès (arabe : ريح الاوراس Rih el-Aouras), film algérien réalisé par Mohammed Lakhdar-Hamina, sortie en 1966.
- Elles, documentaire de Ahmed Lallem[2].

## Naissances en 1966
- Naissance en Algérie en 1966

## Décès en 1966
- Décès en Algérie en 1966